# 167971 Carlyhowett
167971 Carlyhowett este o planetă minoră (asteroid) din centura de asteroizi. A fost descoperită pe 11 martie 2005 la Observatorul Național Kitt Peak de Marc Buie⁠(d). 
Obiectul prezintă o orbită caracterizată de o semiaxă mare de 3,1221772129997 UAi, o excentricitate de 0,066662125312252, o înclinație de 5,0638820212123 ° în raport cu ecliptica.